# Мазес
Мазес (385. п. н. е — 328. п. н. е) је био гувернер Вавилона.
Био је претпоследњи Даријев сатрап Киликије. У бици код Гаугамеле, Мазеј је командовао десно крило Сиријаца, Медијаца, Парта, Сацијана (Сакијанаца), Албанаца, Кападокијанаца, Арменаца. Мазес је био на десном крилу доста успешан у борби против Александрових коњеника.
Након пораза Персијанаца код Гаугамеле и доласка Александра Македонског до Вавилона, град се мирно предао Македонцима, шта је била и заслуга Мазеја. Александар га је затим именовао са сатрапа Вавилона. Мазеј је био први Персијанац на високом положају, именован од Александра.
По неким теоријама Александров саркофаг је био његов.